# テオガリン
テオガリン(Theogallin)は、トリヒドロキシ安息香酸の配糖体であり、ポリフェノール化合物としてチャに含まれるうま味増幅成分である。イチゴノキの果実にも含まれている。
ラットでは、テオガリンおよびその代謝物であるキナ酸は血液脳関門を通り抜けて移動することができ、認知力を活性化させる働きを持つ。